# Great Northern, Piccadilly and Brompton Railway

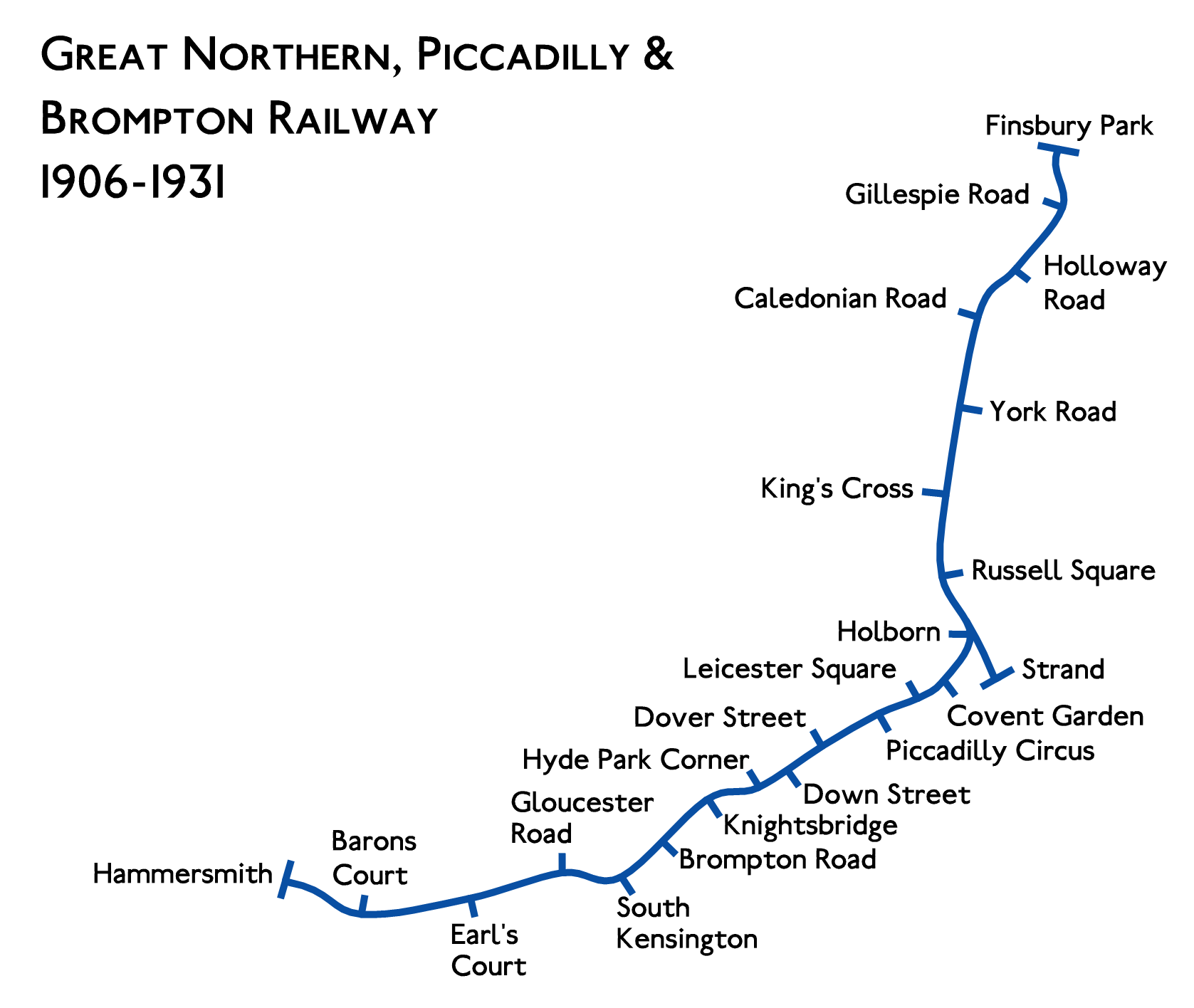
Mapa geogràfic de Great Northern, Piccadilly & Brompton Railway

Great Northern, Piccadilly and Brompton Railway (GNP&BR), també coneguda com a Piccadilly tube, fou una companyia de ferrocarril que es va establir el 1902 i que va construir una línia de metro de gran profunditat. GNP&BR estava formada per la fusió de dues companyies: Brompton and Piccadilly Circus Railway (B&PCR) i Great Northern and Strand Railway (GN&SR). A més també va incorporar part d'una ruta ideada per una tercera companyia, Metropolitan District Railway (MDR). L'empresa formava part del holding Underground Electric Railways Company of London Limited (UERL).
B&PCR i GN&SR es van constituir el 1896 i 1898 respectivament, però la construcció d'ambdós ferrocarrils es van posposar per falta de fons. El 1902 UERL, que ja controlava MDR, va prendre el control de B&PCR i GN&SR i aviat va incrementar els fons. Van intentar construir diferents rutes però la majoria foren desestimades pel Parlament del Regne Unit.
El 1906 GNP&BR va obrir la seva línia de 22 estacions al llarg de 14,74 km entre una estació terminal a l'oest, a Hammersmith, i una al nord a Finsbury Park.
L'estimació de la quantitat de passatger que hi hauria va ser molt optimista, en general a totes les línies de la UERL. Tot i les millores, integracions i cooperacions amb altres companyies del metro, finalment la CCE&HR fou escanyada financerament parlant. El 1933, com la resta de línies i empreses del metro van passar a mans públiques. Actualment els túnels i estacions de GNP&BR formen part del tram central de Piccadilly Line del metro de Londres.